# 吉備小梨
吉備小梨（きびのおなし、生没年不詳）は、古墳時代の5世紀後半の豪族。吉備下道氏の一人で、姓は臣。小梨臣とも。

## 記録
『日本書紀』巻第十四によると、雄略天皇8年（西暦464年）、新羅は大和政権に対抗すべく、高句麗に援軍を求めた。だが、たまたま帰国した高句麗人の不注意な言葉により、高句麗には新羅を征服する意図があることが判明した。このことを知った新羅人の馬飼は、その高句麗人の隙を突いて脱走し、新羅国内に真相を伝えた。これを聞いた国王は、「雄鶏を殺せ」と命令し新羅国内の高句麗人を虐殺させた。しかし、生き残りの1名が高句麗に逃亡し、国中に事態をつぶさに伝えた。高句麗王は軍兵を起こして、新羅国内深くまで攻めこんてきた。
新羅王は任那（加羅）の王のもとに使いを遣わし、救援を（大和政権に）求めた。任那王が援軍として推薦した将軍（日本府行軍元帥）は、膳臣斑鳩（かしわで の おみ いかるが）、難波吉士赤目子（なにわの きし あかめこ）、そして、吉備臣小梨であった。「日本府行軍元帥」の名称は「日本府」の初見史料であり、継体・欽明紀に見える「日本府」とは区別して、例外視する理解もあるが、「任那王」の指揮下に吉備臣を含む倭系の人々がいたことは重要と考えられる。百済の立場から任那王の配下に位置付けられた倭系の人々を総称した表記とすることができる。
吉備氏は前年、吉備上道田狭・弟君親子の離叛や、吉備下道前津屋の討伐があったばかりで、朝廷に対して、苦しい立場であったことであろうと思われる。そのため、小梨は是非ともこの戦役で成果をあげなければならなかった、と推測される。
高句麗軍は任那日本府からの派遣軍を恐れていた。日本府の将軍たちは兵士をねぎらいつつ、10日あまり布陣していたが地道（したつみち）を造り輜重を送り奇兵を設置し、夜明けにわざと撤退したかに見せかけた。高句麗軍が日本府の軍を追撃したところを奇兵で挟みうちにし大打撃を与えた、という。
かくして、新羅救援作戦は成功し吉備氏もその面目を保ったのであった。

## 参考資料
- 『日本書紀』(三)、岩波文庫、1994年
- 『日本書紀』全現代語訳(上）、講談社学術文庫、宇治谷孟：訳、1988年
- 『天皇と古代王権』、井上光貞：著、吉村武彦：編、岩波現代文庫、2000年
- 『日本の古代6　王権をめぐる争い』、岸俊男：編、中公文庫、1996年